# 4 juillet 1946
Le jeudi 4 juillet 1946 est le 185e jour de l'année 1946.

## Naissances
- Pieter Willem van der Horst, chercheur et professeur honoraire universitaire néerlandais
- Claude Roëls, professeur de philosophie et traducteur français
- François Besson (mort le 25 mai 2010), judoka français
- Jessica T. Mathews, actrice américaine
- Margaret F. Delisle, personnalité politique canadienne
- Michael Milken, banquier et homme d'affaires américain
- Ron Kovic, militant pacifiste américain, c'est lui qui a écrit le livre ayant inspiré le film Né un 4 juillet
- Uroš Marović (mort le 23 janvier 2014), joueur de water-polo yougoslave (1946-2014)

## Décès
- Elisabeth Becker (née le 20 juillet 1923), gardienne de Camp de concentration pendant la Seconde Guerre mondiale
- Ewa Paradies (née le 17 décembre 1920), gardienne SS de camp de concentration
- Gerda Steinhoff (née le 29 janvier 1922), gardienne SS de camp de concentration
- Johann Pauls (né le 9 février 1908), commandant des gardiens SS du camp de concentration-extermination du camp du Stutthoff
- Othenio Abel (né le 20 juin 1875), paléontologue autrichien
- Wanda Klaff (née le 6 mars 1922), gardienne de Camp de concentration pendant la Seconde Guerre mondiale

## Événements
- Pogrom de Kielce
- Indépendance des Philippines